# Nations Cup 2010
La Nations Cup del 2010 fue la 5.ª edición del torneo que organizaba en Rumania la entonces International Rugby Board (IRB). El triunfo fue para el seleccionado de Namibia que ganó los tres partidos que disputó.
Los 9 partidos se jugaron en el Stadionul Arcul de Triumf de Bucarest, Rumania.

## Equipos participantes
- Selección de rugby de Argentina A (Jaguares)
- Selección de rugby de Escocia A (Escocia A)
- Selección de rugby de Georgia (Los Lelos)
- Selección de rugby de Italia A (Italia A)
- Selección de rugby de Namibia (Welwitschias)
- Selección de rugby de Rumania (Los Robles)

## Posiciones
| Pos. | Equipo    | Encuentros | Encuentros | Encuentros | Encuentros | Tantos  | Tantos    | Tantos     | Puntos Bonus | Puntos Totales |
| Pos. | Equipo    | jugados    | ganados    | empatados  | perdidos   | a favor | en contra | diferencia | Puntos Bonus | Puntos Totales |
| ---- | --------- | ---------- | ---------- | ---------- | ---------- | ------- | --------- | ---------- | ------------ | -------------- |
| 1    | Namibia   | 3          | 3          | 0          | 0          | 65      | 53        | + 12       | 0            | 12             |
| 2    | Rumania   | 3          | 2          | 0          | 1          | 68      | 51        | + 17       | 1            | 9              |
| 3    | Italia A  | 3          | 2          | 0          | 1          | 65      | 50        | + 15       | 1            | 9              |
| 4    | Jaguares  | 3          | 1          | 0          | 2          | 61      | 59        | + 2        | 1            | 5              |
| 5    | Georgia   | 3          | 1          | 0          | 2          | 41      | 63        | - 22       | 1            | 5              |
| 6    | Escocia A | 3          | 0          | 0          | 3          | 54      | 78        | - 24       | 2            | 2              |

Nota: Se otorgan 4 puntos al equipo que gane un partido y 2 al que empate
Puntos Bonus: 1 punto por convertir 4 tries o más en un partido y 1 al equipo que pierda por no más de 7 tantos de diferencia

## Resultados

### Primera fecha
| 11 de junio 15:00 | Namibia | 21 - 17 | Rumania |                             |                             |
|                   |         | Reporte |         | Árbitro(s): Aruna Ranaweera | Árbitro(s): Aruna Ranaweera |

| 11 de junio | Jaguares | 20 - 22 | Italia A |  |  |
|             |          | Reporte |          |  |  |

| 11 de junio 18:00 | Escocia A | 21 - 22 | Georgia |  |  |
|                   |           | Reporte |         |  |  |

### Segunda fecha
| 15 de junio | Italia A | 21 - 3  | Georgia |  |  |
|             |          | Reporte |         |  |  |

| 15 de junio | Escocia A | 20 - 23 | Namibia |  |  |
|             |           | Reporte |         |  |  |

| 15 de junio | Rumania | 24 - 8  | Jaguares |  |  |
|             |         | Reporte |          |  |  |

### Tercera fecha
| 20 de junio | Georgia | 16 - 21 | Namibia |  |  |
|             |         | Reporte |         |  |  |

| 20 de junio | Jaguares | 33 - 13 | Escocia A |  |  |
|             |          | Reporte |           |  |  |

| 20 de junio | Italia A | 22 - 27 | Rumania |  |  |
|             |          | Reporte |         |  |  |

| Bandera de Namibia |
| Campeón Namibia    |
| Primer título      |